# Anthonyon altifrons
Anthonyon altifrons är en stekelart som beskrevs av Lars Huggert och Lubomir Masner 1983. Anthonyon altifrons ingår i släktet Anthonyon och familjen Scelionidae. Inga underarter finns listade i Catalogue of Life.